# 日本紙器
日本紙器株式会社（にほんしき）は、長崎県西彼杵郡時津町に本社を置く、段ボール及び段ボールケース製造・販売を行う企業である。

## 沿革
- 1961年（昭和36年）- 長崎市城山町にて創立。
- 1963年（昭和28年）- 西彼杵郡時津町浜田郷に工場を移転。
- 1966年（昭和41年）- 片面段繰機一式設置。
- 1967年（昭和42年）- 現在地に本社工場を移転。コルゲートマシンを設置し、段ボール一貫工場となる
- 1968年（昭和43年）- プリンタースロッター、ロータリーダイカッター設置。全国漁業協同組合連合会指定工場となる。
- 1971年（昭和46年）- 全国農業協同組合連合会指定工場となる。
- 1974年（昭和49年）- フレキソフォルダーグルアー設置。長崎県経済農業協同組合連合会、長崎県果実農業協同組合連合会および本州製紙（現・王子製紙）が資本参加。
- 1976年（昭和51年）- 大阪中小企業投資育成株式会社を引き受け先とする転換社債を発行。
- 1978年（昭和53年）- コルゲートマシンにNCカッター他設置。
- 1980年（昭和55年）- 日本工業規格表示許可工場となる。大阪中小企業投資育成が資本参加。
- 1982年（昭和57年）- コルゲートマシンにノーフィンガー方式他設置。
- 1990年（平成2年）- 工場を増床し、3トンボイラー（入替え）、3色フレキソフォルダーグルアー設置。事務所新築。創立30周年。
- 1993年（平成5年）- コルゲートマシン1,650mm幅に更新。
- 1999年（平成11年）- 3色フレキソプリンタースロッター設置、フォルダーグルアー（更新）。
- 2000年（平成12年）- 創立40周年。
- 2001年（平成13年）- コルゲートマシンスリッタースコアラー（クリーンカット方式）更新。コルゲートマシン管理装置（D-1）更新。
- 2003年（平成15年）- コルゲートスタッカー更新。
- 2004年（平成16年）- ISO 14001マネジメントシステム認証取得（JQA- EM4243）。

## 工場設備概要
- 工場敷地 14,835m2（4,487坪）
- 建物面積 7,583m2（2,293坪）
- コルゲートマシン 1式 1650mm A段、B段、AB段
- フレキソフォルダーグルアー 2式 3色印刷機
- プリンタースロッター 1台 2色印刷機
- フレキソプリンタースロッター 1台 3色印刷機
- ロータリーダイカッター 1台
- オートプレス 1台
- フォルダーグルアー 1台
- オートステッチャー 1台
- ワンタッチグルアー 1台
- 断裁機 4台
- 全自動3トンボイラー 1式
- 全自動屑締装置 1式

## 系列会社
- 松美段ボール株式会社
  - 長崎県東彼杵郡川棚町新谷郷1258- 6
  - 従業員数 - 20名
  - 規模 - 敷地4,620m2、工場1,320m2
  - 製造設備 - 製凾ライン一式

## 関連会社
- 株式会社時津北運輸
  - 長崎県西彼杵郡時津町日並郷2239- 6
  - 従業員数 - 21名
  - 保有車輌 - 13台